# Чарлстон
Чарлстон е популярен танц в характера на бързия фокстрот, възникнал в град Чарлстон (Южна Каролина). Около 1925 г. завоюва всички танцувални площадки в целия свят. Танцът се отличава с остро акцентиран ритъм. Танцуващите правят резки движения и се въртят на възглавничките на стъпалата си навън-навътре, което е съпроводено с рисковани странични стъпки. Може да се танцува по двойки или единично. Позволява много вариации и импровизации.